# Кончита Мартінес
Кончита Мартінес Бернат (ісп. Conchita Martínez Bernat, 16 квітня 1972) — іспанська тенісистка, перша іспанка, що зуміла виграти Вімблдонський турнір, олімпійська медалістка, багаторазова переможниця Кубку Федерації в складі іспанської команди, капітан збірних Іспанії у Фед Кап та Кубку Девіса.
Вімблдонський успіх прийшов до Мартінес у 1994-му, коли вона перемогла в фіналі Мартіну Навратілову. Крім того, вона двічі грала в фіналах турнірів Великого шлему.
Мартінес вигравала олімпійські медалі тричі, усі три рази в жіночих парних змаганнях: срібло разом із Аранчою Санчес-Вікаріо на Барселонській Олімпіаді, бронзу, разом із Санчес-Вікаріо в Атланті, срібло разом із Вірхінією Руано Паскуаль в Афінах.
У світовому рейтингу Мартінес досягала другої сходинки (1995). Упродовж 9-ти років вона завершувала сезон у чільній десятці.
Виступаючи за Іспанію, Мартінес п'ять разів вигравала Кубок Федерації.
Станом на 2017 рік вона є капітаном не тільки жіночої збірної Іспанії на Фед Кап, а й чоловічої — у Кубку Девіса.

## Стиль гри
Мартінес була впертим гравцем задньої лінії та вигравала матчі збиваючи супротивниць із ритму зміною обертання, швидкості, глибини, висоти та кута ударів. У неї був сильний одноручний бекхенд, з форхенду вона використовувала сильно закручені топспіни, а з бекгенду — повільніші топспіни та підтинання. Характерним для неї ударом був глибокий, високий форхенд, що мав на меті змусили супротивницю відбивати з глибини корту м'яч, який підстрибував на висоту плеча. Вона відома тим, що багато часу й енергії тратила на отримання м'яча, яким виграла попереднє очко, щоб знову ним подавати, а це дуже дратувало супротивниць.

## Особисте життя
Кончіта Мартінес ніколи офіційно не розкривала свою гомосексуальність, проте було широко відомо, що вона зустрічалася з легендою тенісу Джиджі Фернандес у 1990-х.

## Фінали турнірів WTA

### Одиночний розряд: 55 (33 титули, 22 поразки)
| Легенда                                      |
| -------------------------------------------- |
| Турніри Великого шолома (1–2)                |
| WTA 1000 (Tier I) (9–5)                      |
| WTA 500 (Tier II) (7–9)                      |
| WTA 250 (Tier III / Tier IV / Tier V) (16–6) |

| Фінали за покриттям |
| ------------------- |
| Тверде (11–10)      |
| Трава (1–1)         |
| Ґрунт (19–9)        |
| Килим (2–2)         |

| Результат | В-П | Дата             | Турнір                                 | Категорія | Покриття   | Опонент                   | Рахунок             |
| --------- | --- | ---------------- | -------------------------------------- | --------- | ---------- | ------------------------- | ------------------- |
| Перемога  | 1.  | 8 серпня 1988    | Sofia                                  |           | Тверде (i) | Барбара Паулюс            | 6–1, 6–2            |
| Перемога  | 2.  | 6 лютого 1989    | Wellington                             |           | Тверде     | Джо-Анн Фолл              | 6–1, 6–2            |
| Перемога  | 3.  | 17 квітня 1989   | Тампа                                  |           | Ґрунт      | Габріела Сабатіні         | 6–3, 6–2            |
| Поразка   | 1.  | 28 травня 1989   | Женева                                 |           | Ґрунт      | Мануела Малеєва           | 4–6, 0–6            |
| Перемога  | 4.  | 11 вересня 1989  | Phoenix                                |           | Тверде     | Еліз Берджін              | 3–6, 6–4, 6–2       |
| Поразка   | 2.  | 22 жовтня 1989   | Bayonne                                |           | Тверде (i) | Катарина Малеєва          | 2–6, 2–6            |
| Перемога  | 5.  | 17 вересня 1990  | Paris                                  |           | Ґрунт      | Патрісія Тарабіні         | 7–5, 6–3            |
| Перемога  | 6.  | 15 жовтня 1990   | Phoenix                                |           | Тверде     | Маріанн Вердел            | 7–5, 6–1            |
| Перемога  | 7.  | 5 листопада 1990 | Indianapolis                           |           | Тверде (i) | Лейла Месхі               | 6–4, 6–2            |
| Перемога  | 8.  | 22 квітня 1991   | Barcelona                              |           | Ґрунт      | Мануела Малеєва-Fragniere | 6–4, 6–1            |
| Перемога  | 9.  | 15 липня 1991    | Кіцбюель                               |           | Ґрунт      | Юдіт Візнер               | 6–1, 2–6, 6–3       |
| Перемога  | 10. | 16 вересня 1991  | Paris                                  |           | Ґрунт      | Інес Горрочатегі          | 6–0, 6–3            |
| Поразка   | 3.  | 1 березня 1992   | Індіан-Веллс                           |           | Тверде     | Моніка Селеш              | 3–6, 1–6            |
| Поразка   | 4.  | 8 березня 1992   | Boca Raton                             |           | Тверде     | Штеффі Граф               | 6–3, 2–6, 0–6       |
| Поразка   | 5.  | 30 березня 1992  | Гілтон-Гед                             |           | Ґрунт      | Габріела Сабатіні         | 1–6, 4–6            |
| Перемога  | 11. | 6 липня 1992     | Кіцбюель                               |           | Ґрунт      | Мануела Малеєва-Fragniere | 6–0, 3–6, 6–2       |
| Поразка   | 6.  | 24 серпня 1992   | Сан-Дієго                              |           | Тверде     | Дженніфер Капріаті        | 3–6, 2–6            |
| Перемога  | 12. | 4 січня 1993     | Brisbane                               |           | Тверде     | Магдалена Малеєва         | 6–3, 6–4            |
| Поразка   | 7.  | 28 лютого 1993   | Лінц                                   |           | Килим      | Мануела Малеєва-Fragniere | 2–6, 0–1 ret.       |
| Перемога  | 13. | 22 березня 1993  | Houston                                |           | Ґрунт      | Забіне Гак                | 6–3, 6–2            |
| Поразка   | 8.  | 19 квітня 1993   | Barcelona                              |           | Ґрунт      | Аранча Санчес Вікаріо     | 1–6, 4–6            |
| Перемога  | 14. | 3 травня 1993    | Рим                                    |           | Ґрунт      | Габріела Сабатіні         | 7–5, 6–1            |
| Перемога  | 15. | 26 липня 1993    | Страттон-Маунтін                       |           | Тверде     | Зіна Гаррісон             | 6–3, 6–2            |
| Поразка   | 9.  | 31 жовтня 1993   | Essen                                  |           | Килим      | Наталія Медведєва         | 7–6(7–4), 5–7, 4–6  |
| Перемога  | 16. | 8 листопада 1993 | Philadelphia                           |           | Килим      | Штеффі Граф               | 6–3, 6–3            |
| Перемога  | 17. | 28 березня 1994  | Гілтон-Гед                             |           | Ґрунт      | Наташа Звєрєва            | 6–4, 6–0            |
| Перемога  | 18. | 2 травня 1994    | Рим                                    |           | Ґрунт      | Мартіна Навратілова       | 7–6(7–4), 6–4       |
| Перемога  | 19. | 20 червня 1994   | Вімблдонський турнір                   |           | Трава      | Мартіна Навратілова       | 6–4, 3–6, 6–3       |
| Перемога  | 20. | 31 липня 1994    | Страттон-Маунтін                       |           | Тверде     | Аранча Санчес Вікаріо     | 4–6, 6–3, 6–4       |
| Поразка   | 10. | 12 березня 1995  | Delray Beach                           |           | Тверде     | Штеффі Граф               | 2–6, 4–6            |
| Перемога  | 21. | 27 березня 1995  | Гілтон-Гед                             |           | Ґрунт      | Магдалена Малеєва         | 6–1, 6–1            |
| Перемога  | 22. | 3 квітня 1995    | Амелія-Айланд                          |           | Ґрунт      | Габріела Сабатіні         | 6–1, 6–4            |
| Перемога  | 23. | 1 травня 1995    | Гамбург                                |           | Ґрунт      | Мартіна Хінгіс            | 6–1, 6–0            |
| Перемога  | 24. | 8 травня 1995    | Рим                                    |           | Ґрунт      | Аранча Санчес Вікаріо     | 6–3, 6–1            |
| Перемога  | 25. | 31 липня 1995    | Сан-Дієго                              |           | Тверде     | Ліза Реймонд              | 6–2, 6–0            |
| Перемога  | 26. | 7 серпня 1995    | Мангеттен-Біч                          |           | Тверде     | Чанда Рубін               | 4–6, 6–1, 6–3       |
| Поразка   | 11. | 16 березня 1996  | Індіан-Веллс                           |           | Тверде     | Штеффі Граф               | 6–7(5–7), 6–7(5–7)  |
| Поразка   | 12. | 29 квітня 1996   | Гамбург                                |           | Ґрунт      | Аранча Санчес Вікаріо     | 6–4, 6–7(4–7), 0–6  |
| Перемога  | 27. | 6 травня 1996    | Рим                                    |           | Ґрунт      | Мартіна Хінгіс            | 6–2, 6–3            |
| Перемога  | 28. | 28 жовтня 1996   | Москва                                 |           | Килим      | Барбара Паулюс            | 6–1, 4–6, 6–4       |
| Поразка   | 13. | 11 травня 1997   | Рим                                    |           | Ґрунт      | Марі П'єрс                | 4–6, 0–6            |
| Поразка   | 14. | 27 липня 1997    | Silicon Valley Classic                 |           | Тверде     | Мартіна Хінгіс            | 0–6, 2–6            |
| Поразка   | 15. | 31 січня 1998    | Відкритий чемпіонат Австралії з тенісу |           | Тверде     | Мартіна Хінгіс            | 3–6, 3–6            |
| Поразка   | 16. | 12 квітня 1998   | Амелія-Айланд                          |           | Ґрунт      | Марі П'єрс                | 7–6(10–8), 0–6, 2–6 |
| Перемога  | 29. | 11 травня 1998   | Берлін                                 |           | Ґрунт      | Амелі Моресмо             | 6–4, 6–4            |
| Перемога  | 30. | 13 липня 1998    | Warsaw Open                            |           | Ґрунт      | Сільвія Фаріна-Елія       | 6–0, 6–3            |
| Перемога  | 31. | 12 липня 1999    | Orange Warsaw Open                     |           | Ґрунт      | Каріна Габшудова          | 6–1, 6–1            |
| Поразка   | 17. | 3 січня 2000     | Brisbane International                 |           | Тверде     | Сільвія Талая             | 0–6, 6–0, 4–6       |
| Поразка   | 18. | 16 квітня 2000   | Амелія-Айланд                          |           | Ґрунт      | Моніка Селеш              | 3–6, 2–6            |
| Перемога  | 32. | 8 травня 2000    | Берлін                                 |           | Ґрунт      | Аманда Кетцер             | 6–0, 6–3            |
| Поразка   | 19. | 10 червня 2000   | Відкритий чемпіонат Франції з тенісу   |           | Ґрунт      | Марі П'єрс                | 2–6, 5–7            |
| Поразка   | 20. | 29 вересня 2002  | Commonwealth Bank Tennis Classic       |           | Тверде     | Світлана Кузнецова        | 6–3, 6–7(5–7), 5–7  |
| Поразка   | 21. | 21 червня 2003   | Істборн                                |           | Трава      | Чанда Рубін               | 4–6, 6–3, 4–6       |
| Поразка   | 22. | 12 квітня 2004   | Чарлстон                               |           | Ґрунт      | Вінус Вільямс             | 6–2, 2–6, 1–6       |
| Перемога  | 33. | 31 січня 2005    | Паттая                                 |           | Тверде     | Анна-Лена Гренефельд      | 6–3, 3–6, 6–3       |

### Парний розряд: 39 (13 титулів, 26 поразок)
| Легенда                                     |
| ------------------------------------------- |
| Турніри Великого шолома (0–2)               |
| WTA 1000 (Tier I) (5–9)                     |
| WTA 500 (Tier II) (5–10)                    |
| WTA 250 (Tier III / Tier IV / Tier V) (3–5) |

| Фінали за покриттям |
| ------------------- |
| Тверде (6–12)       |
| Ґрунт (7–12)        |
| Килим (0–4)         |

| Результат | В-П | Дата              | Турнір                               | Категорія | Покриття   | Партнер                 | Опоненти                                      | Рахунок            |
| --------- | --- | ----------------- | ------------------------------------ | --------- | ---------- | ----------------------- | --------------------------------------------- | ------------------ |
| Перемога  | 1.  | 8 серпня 1988     | Sofia                                |           | Тверде (i) | Барбара Паулюс          | Сабрина Голеш Катарина Малеєва                | 1–6, 6–1, 6–4      |
| Поразка   | 1.  | 17 липня 1989     | Estoril Open                         |           | Ґрунт      | Габі Кастро             | Іва Бударжова Регіна Райхртова                | 6–2, 6–4           |
| Поразка   | 2.  | 2 березня 1992    | Boca Raton                           |           | Тверде     | Лінда Вілд              | Лариса Савченко-Нейланд Наташа Звєрєва        | 6–2, 6–2           |
| Перемога  | 2.  | 20 квітня 1992    | Barcelona                            |           | Ґрунт      | Аранча Санчес Вікаріо   | Наталі Тозья Юдіт Візнер                      | 6–4, 6–1           |
| Поразка   | 3.  | 25 травня 1992    | Відкритий чемпіонат Франції з тенісу |           | Ґрунт      | Аранча Санчес Вікаріо   | Джиджі Фернандес Наташа Звєрєва               | 6–3, 6–2           |
| Поразка   | 4.  | 24 серпня 1992    | Сан-Дієго                            |           | Тверде     | Мерседес Пас            | Яна Новотна Лариса Савченко-Нейланд           | 6–1, 6–4           |
| Поразка   | 5.  | 19 жовтня 1992    | Brighton                             |           | Килим (i)  | Радка Зрубакова         | Лариса Савченко-Нейланд Яна Новотна           | 6–4, 6–1           |
| Поразка   | 6.  | 15 листопада 1992 | Philadelphia                         |           | Килим (i)  | Марі П'єрс              | Джиджі Фернандес Наташа Звєрєва               | 6–1, 6–3           |
| Перемога  | 3.  | 4 січня 1993      | Brisbane                             |           | Тверде     | Лариса Савченко-Нейланд | Кімберлі По Шеннен Маккарті                   | 6–2, 6–2           |
| Поразка   | 7.  | 22 лютого 1993    | Лінц                                 |           | Килим (i)  | Юдіт Візнер             | Євгенія Манюкова Лейла Месхі                  | w/o                |
| Перемога  | 4.  | 25 квітня 1993    | Barcelona                            |           | Ґрунт      | Аранча Санчес Вікаріо   | Магдалена Малеєва Мануела Малеєва             | 4–6, 6–1, 6–0      |
| Поразка   | 8.  | 14 листопада 1993 | Philadelphia                         |           | Килим (i)  | Лариса Савченко-Нейланд | Манон Боллеграф Катріна Адамс                 | 6–2, 4–6, 7–6(9–7) |
| Поразка   | 9.  | 25 липня 1994     | Страттон-Маунтін                     |           | Тверде     | Аранча Санчес Вікаріо   | Пем Шрайвер Елізабет Смайлі                   | 7–6(7–4), 2–6, 7–5 |
| Поразка   | 10. | 7 травня 1995     | Гамбург                              |           | Ґрунт      | Патрісія Тарабіні       | Джиджі Фернандес Мартіна Хінгіс               | 6–2, 6–3           |
| Поразка   | 11. | 14 травня 1995    | Рим                                  |           | Ґрунт      | Патрісія Тарабіні       | Джиджі Фернандес Наталія Звєрєва              | 3–6, 7–6(7–3), 6–4 |
| Перемога  | 5.  | 19 серпня 1996    | Сан-Дієго                            |           | Тверде     | Джиджі Фернандес        | Аранча Санчес Вікаріо Лариса Савченко-Нейланд | 4–6, 6–3, 6–4      |
| Поразка   | 12. | 11 травня 1997    | Рим                                  |           | Ґрунт      | Патрісія Тарабіні       | Ніколь Арендт Манон Боллеграф                 | 6–2, 6–4           |
| Поразка   | 13. | 27 липня 1997     | Silicon Valley Classic               |           | Тверде     | Патрісія Тарабіні       | Ліндсі Девенпорт Мартіна Хінгіс               | 6–1, 6–3           |
| Перемога  | 6.  | 5 квітня 1998     | Гілтон-Гед                           |           | Ґрунт      | Патрісія Тарабіні       | Ліза Реймонд Ренне Стаббс                     | 3–6, 6–4, 6–4      |
| Перемога  | 7.  | 5 квітня 1999     | Амелія-Айланд                        |           | Ґрунт      | Патрісія Тарабіні       | Ліза Реймонд Ренне Стаббс                     | 7–5, 0–6, 6–4      |
| Перемога  | 8.  | 26 вересня 1999   | Tokyo                                |           | Тверде     | Патрісія Тарабіні       | Аманда Кетцер Єлена Докич                     | 6–7(5–7), 6–4, 6–2 |
| Поразка   | 14. | 23 квітня 2000    | Гілтон-Гед                           |           | Ґрунт      | Патрісія Тарабіні       | Вірхінія Руано Паскуаль Паола Суарес          | 7–5, 6–3           |
| Перемога  | 9.  | 14 травня 2000    | Берлін                               |           | Ґрунт      | Аранча Санчес Вікаріо   | Коріна Мораріу Аманда Кетцер                  | 3–6, 6–2, 7–6(9–7) |
| Перемога  | 10. | 15 квітня 2001    | Амелія-Айланд                        |           | Ґрунт      | Патрісія Тарабіні       | Мартіна Навратілова Аранча Санчес Вікаріо     | 6–4, 6–2           |
| Поразка   | 15. | 28 травня 2001    | French Open                          |           | Ґрунт      | Jelena Dokić            | Вірхінія Руано Паскуаль Паола Суарес          | 6–2, 6–1           |
| Поразка   | 16. | 7 квітня 2002     | Sarasota                             |           | Ґрунт      | Ельс Калленс            | Jelena Dokić Олена Лиховцева                  | 6–7(5–7), 6–3, 6–3 |
| Поразка   | 17. | 19 травня 2002    | Рим                                  |           | Ґрунт      | Патрісія Тарабіні       | Вірхінія Руано Паскуаль Паола Суарес          | 6–3, 6–4           |
| Поразка   | 18. | 28 липня 2002     | Silicon Valley Classic               |           | Тверде     | Жанетта Гусарова        | Ренне Стаббс Ліза Реймонд                     | 6–1, 6–1           |
| Поразка   | 19. | 12 січня 2003     | Сідней                               |           | Тверде     | Ренне Стаббс            | Кім Клейстерс Суґіяма Ай                      | 6–3, 6–3           |
| Поразка   | 20. | 13 квітня 2003    | Чарлстон                             |           | Ґрунт      | Жанетта Гусарова        | Вірхінія Руано Паскуаль Паола Суарес          | 6–0, 6–3           |
| Перемога  | 11. | 28 лютого 2004    | Dubai Tennis Championships           |           | Тверде     | Жанетта Гусарова        | Світлана Кузнецова Олена Лиховцева            | 6–0, 1–6, 6–3      |
| Поразка   | 21. | 5 березня 2004    | Qatar Ladies Open                    |           | Тверде     | Жанетта Гусарова        | Світлана Кузнецова Олена Лиховцева            | 7–6(7–4), 6–2      |
| Поразка   | 22. | 3 травня 2004     | Берлін                               |           | Ґрунт      | Жанетта Гусарова        | Надія Петрова Меган Шонессі                   | 6–2, 2–6, 6–1      |
| Поразка   | 23. | 19 липня 2004     | Лос-Анджелес                         |           | Тверде     | Вірхінія Руано Паскуаль | Надія Петрова Меган Шонессі                   | 6–7(2–7), 6–4, 6–3 |
| Перемога  | 12. | 17 квітня 2005    | Чарлстон                             |           | Ґрунт      | Вірхінія Руано Паскуаль | Івета Бенешова Квета Пешке                    | 6–1, 6–4           |
| Перемога  | 13. | 7 серпня 2005     | Сан-Дієго                            |           | Тверде     | Вірхінія Руано Паскуаль | Даніела Гантухова Суґіяма Ай                  | 6–7(7–9), 6–1, 7–5 |
| Поразка   | 24. | 15 серпня 2005    | Торонто                              |           | Тверде     | Вірхінія Руано Паскуаль | Анна-Лена Гренефельд Мартіна Навратілова      | 5–7, 6–3, 6–4      |
| Поразка   | 25. | 9 жовтня 2005     | Bangkok                              |           | Тверде     | Вірхінія Руано Паскуаль | Асагое Сінобу Хісела Дулко                    | 6–1, 7–5           |
| Поразка   | 26. | 30 жовтня 2005    | Лінц                                 |           | Тверде (i) | Вірхінія Руано Паскуаль | Хісела Дулко Квета Пешке                      | 6–2, 6–3           |

## Виноски
1. ↑  John Barrett, ред. (2001). ITF World of Tennis 2001. London: HarperCollins. с. 346—349. ISBN 9780007111299.
2. ↑  Collins, Bud (2010). The Bud Collins History of Tennis (вид. 2nd). [New York]: New Chapter Press. с. 699. ISBN 978-0942257700.
3. ↑  Hodgkinson, Mark (2015). Game, Set and Match: Secret Weapons of the World's Top Tennis Players. London: Bloomsbury Sport. с. 32. ISBN 978-1472905772.
4. ↑  20 Conchita Martinez. BBC Sport. 19 травня 2004. Архів оригіналу за 29 липня 2018. Процитовано 3 липня 2017.
5. ↑  Clarey, Christopher (21 червня 2008). Strange Habits of Successful Tennis Players. The New York Times. Архів оригіналу за 21 серпня 2017. Процитовано 3 липня 2017.
6. ↑  Inside Lesbian Garros: How Lesbians Are Transforming Madrid's Tennis Culture